# الدوري البرازيلي الدرجة الثانية 1985
الدوري البرازيلي الدرجة الثانية 1985 هو الموسم 7 من الدوري البرازيلي الدرجة الثانية. أشرف على تنظيمه اتحاد البرازيل لكرة القدم، وكان عدد الأندية المشاركة فيه 24، وفاز فيه Tuna Luso Brasileira ‏.